# Erigonoplus jarmilae
Erigonoplus jarmilae är en spindelart som först beskrevs av Miller 1943.  Erigonoplus jarmilae ingår i släktet Erigonoplus och familjen täckvävarspindlar. Inga underarter finns listade i Catalogue of Life.